# Ivan Jurić
Ivan Jurić (phát âm tiếng Croatia: [ǐʋan jǔːritɕ], sinh ngày 25 tháng 8 năm 1975) là một huấn luyện viên bóng đá chuyên nghiệp và cựu cầu thủ bóng đá chuyên nghiệp người Croatia hiện đang là huấn luyện viên của câu lạc bộ Southampton tại Giải bóng đá Ngoại hạng Anh.

## Sự nghiệp cầu thủ

### Sự nghiệp câu lạc bộ
Là một tiền vệ hoặc cầu thủ chạy cánh đa năng và có kỹ thuật điêu luyện, Jurić bắt đầu sự nghiệp của mình với Hajduk Split, nơi ông gắn bó từ năm 1993 đến năm 1997. Sau đó, ông chuyển đến Tây Ban Nha để gia nhập Sevilla, nơi ông chơi từ năm 1997 đến năm 2001, ngoại trừ một mùa giải cho mượn ngắn hạn tại Albacete vào năm 2000. Sau một thời gian ngắn trở lại Croatia với Šibenik, ông sang Ý vào năm 2001 để gia nhập đội bóng Serie B Crotone và sau đó chuyển đến Genoa vào năm 2006, theo chân người cố vấn Gian Piero Gasperini, cựu huấn luyện viên trưởng của ông tại Crotone. Kể từ thời điểm đó, ông đã khẳng định mình với tư cách là một cầu thủ được người hâm mộ yêu thích và là nhân vật chính trong sự trở lại Serie A của rossoblu. Sau đó, ông được bổ nhiệm làm phó đội trưởng của đội.
Ông tuyên bố giải nghệ vào tháng 6 năm 2010, ở tuổi 34 và đồng thời khẳng định ước muốn trở thành huấn luyện viên bóng đá của mình.

### Sự nghiệp quốc tế
Jurić chơi trận ra mắt cho đội tuyển quốc gia Croatia trong trận giao hữu với România vào ngày 11 tháng 2 năm 2009 và tiếp tục chơi năm trận cho đội tuyển quốc gia Croatia, mặc dù ông không ghi được bàn thắng nào. Trận đấu quốc tế cuối cùng của ông với Croatia là trận vòng loại World Cup vào tháng 9 năm 2009 với Belarus.

## Sự nghiệp huấn luyện viên

### Hellas Verona
Vào tháng 7 năm 2019, ông được bổ nhiệm làm huấn luyện viên trưởng câu lạc bộ Serie A mới thăng hạng Hellas Verona. Trong nhiệm kỳ hai năm của mình với Gialloblu, ông đã giúp đội kết thúc chung cuộc với kết quả ấn tượng mặc dù đội có một trong những ngân sách nhỏ nhất Serie A. Vào ngày 28 tháng 5 năm 2021, Hellas Verona đã tuyên bố giải tán ông khỏi hợp đồng.

### Torino
Jurić được bổ nhiệm làm huấn luyện viên trưởng mới của Torino vào ngày 1 tháng 7 năm 2021, ngày mà ông đã rời Hellas Verona. Sau ba mùa giải liên tiếp kết thúc chung cuộc ở giữa bảng xếp hạng với Torino, Jurić đã chia tay Granata một cách thân thiện vào cuối mùa giải 2023–24 của câu lạc bộ.

### Roma
Vào ngày 18 tháng 9 năm 2024, Jurić trở thành huấn luyện viên trưởng mới của Roma sau khi Daniele De Rossi bị sa thải sau khi Roma chỉ giành được ba điểm trong bốn trận đầu tiên của mùa giải. Jurić đã không thể xoay chuyển vận mệnh của đội và thường xuyên bị chỉ trích vì phong cách huấn luyện và kết quả kém. Cuối cùng, ông đã bị sa thải vào ngày 10 tháng 11 năm 2024 sau trận thua 2–3 trên sân nhà trước Bologna.

### Southampton
Vào ngày 21 tháng 12 năm 2024, Jurić được bổ nhiệm làm huấn luyện viên của câu lạc bộ Southampton tại Giải bóng đá Ngoại hạng Anh với hợp đồng có thời hạn 18 tháng. Ông phụ trách trận đấu đầu tiên cho câu lạc bộ, trận thua 1–0 trên sân nhà trước West Ham United vào ngày 26 tháng 12.

## Đời tư
Jurić là một người mê nhạc metal, đặc biệt là nhạc death metal. Trong cuộc phỏng vấn năm 2010 với ấn bản tiếng Ý của tạp chí Rolling Stone, ông đã nêu Napalm Death, Obituary, Carcass, Death, Metallica, Megadeth, Ministry, Soundgarden và Soulfly là những nghệ sĩ và ban nhạc ông yêu thích nhất. Thỉnh thoảng, ông đến các buổi biểu diễn nhạc rock và metal trực tiếp.

## Thống kê sự nghiệp huấn luyện
Tính đến 29 tháng 12 năm 2024
| Đội           | Từ                   | Đến                  | Thống kê | Thống kê | Thống kê | Thống kê | Thống kê | Thống kê | Thống kê | Thống kê |
| Đội           | Từ                   | Đến                  | Trận     | T        | H        | B        | BT       | BB       | HSBT     | % thắng  |
| ------------- | -------------------- | -------------------- | -------- | -------- | -------- | -------- | -------- | -------- | -------- | -------- |
| Mantova       | 17 tháng 6 năm 2014  | 9 tháng 6 năm 2015   | 41       | 15       | 8        | 18       | 40       | 36       | +4       | 036,59   |
| Crotone       | 9 tháng 6 năm 2015   | 28 tháng 6 năm 2016  | 45       | 25       | 13       | 7        | 64       | 39       | +25      | 055,56   |
| Genoa         | 28 tháng 6 năm 2016  | 19 tháng 2 năm 2017  | 28       | 8        | 7        | 13       | 36       | 49       | −13      | 028,57   |
| Genoa         | 10 tháng 4 năm 2017  | 5 tháng 11 năm 2017  | 20       | 4        | 4        | 12       | 20       | 33       | −13      | 020,00   |
| Genoa         | 9 tháng 10 năm 2018  | 6 tháng 12 năm 2018  | 8        | 0        | 4        | 4        | 10       | 18       | −8       | 000,00   |
| Hellas Verona | 14 tháng 6 năm 2019  | 28 tháng 5 năm 2021  | 79       | 23       | 26       | 30       | 98       | 106      | −8       | 029,11   |
| Torino        | 1 tháng 7 năm 2021   | 30 tháng 6 năm 2024  | 122      | 44       | 37       | 41       | 137      | 125      | +12      | 036,07   |
| Roma          | 18 tháng 9 năm 2024  | 10 tháng 11 năm 2024 | 12       | 4        | 3        | 5        | 15       | 17       | −2       | 033,33   |
| Southampton   | 23 tháng 12 năm 2024 | nay                  | 2        | 0        | 0        | 2        | 1        | 3        | −2       | 000,00   |
| Tổng cộng     | Tổng cộng            | Tổng cộng            | 357      | 123      | 102      | 132      | 421      | 426      | −5       | 034,45   |